# Leucinodella leucostola
Leucinodella leucostola is een vlinder uit de familie van de grasmotten (Crambidae). De wetenschappelijke naam van deze soort is voor het eerst voorgesteld als Agrotera leucostola door George Francis Hampson in een publicatie uit 1896.

## Verspreiding
De soort komt voor in India (Sikkim, Nagaland), Taiwan, Laos en Thailand.

## Waardplanten
De rups leeft op:
- Lagerstroemia floribunda[2] (Lythraceae)
- Mussaenda sanderiana[2] (Rubiaceae)
- Syzygium jambos[2] (Myrtaceae)